# Groot springzaad
Groot springzaad (Impatiens noli-tangere) is een eenjarige, kruidachtige plant uit de balsemienfamilie (Balsaminaceae). De soortaanduiding noli-tangere betekent "roer me niet".
De plant wordt 30-70 cm, soms tot 100 cm hoog. De goudgele, lijnsymmetrische bloemen worden 15-35 mm lang. De spoor is gekromd. De kroonbladen zijn paarsgewijs vergroeid. Van binnen zijn ze rood gestreept tot bruinrood gestippeld. De plant bloeit van juni tot en met september.
De bovenste stengelbladeren zijn meestal kleiner dan de onderste, en met 7-20 mm grote, stompe tanden.
De vrucht is een doosvrucht. Zoals gebruikelijk in dit geslacht, springen deze open bij aanraken, waarbij de zaden over een afstand van circa 3 m wegspringen.

## Voorkomen
Groot springzaad is oorspronkelijk afkomstig uit Midden-Europa en komt ook in België en Nederland in het wild voor.
De plant groeit op vochtige en voedselrijke plaatsen in bossen en grienden, op beschaduwde beekoevers en slootkanten en in brongebieden. In de bergen kan men hem tot hoogten van ongeveer 1300 m aantreffen.

## Plantengemeenschap
Groot springzaad is een kensoort voor het onderverbond Circaeo-Alnenion van het verbond van els en gewone vogelkers (Alno-padion).